# Quivi
Quivi, pleme američkih Indijanaca koje spominje španjolski misionar i povjesničar iz Asturije Juan Agustín Morfi (?-1783). u svojem popisu plemena Teksasa iz kasnog 18. stoljeća. John Reed Swanton ovo pleme s rezervom navodi na popis Coahuiltecanskih plemena, no o njima je poznato malo ili ništa.  

## Vanjske poveznice
- Quivi Indians